# Санта-Крус-де-Гріо
Санта-Крус-де-Гріо (ісп. Santa Cruz de Grío) — муніципалітет в Іспанії, у складі автономної спільноти Арагон, у провінції Сарагоса. Населення — 164 особи (2010).
Муніципалітет розташований на відстані близько 220 км на північний схід від Мадрида, 55 км на південний захід від Сарагоси.
На території муніципалітету розташовані такі населені пункти: (дані про населення за 2010 рік)
- Ла-Альдеуела-де-Санта-Крус: 0 осіб
- Санта-Крус-де-Гріо: 164 особи

## Демографія
Динаміка населення (INE ):